# Церковь Троицы Живоначальной (Мирный)
Це́рковь Тро́ицы Живонача́льной в Ми́рном — православная церковь в г. Мирный (Якутия). Относится Мирнинскому благочинию Якутской епархии Русской православной церкви.

## История
Решение о строительстве храма принято в 1995 году. Освящение места строительства и закладка креста в основание храма совершено Патриархом Московским и всея Руси Алексием II 22 июля 1996 года.
Первая служба в недостроенном храме (без иконостаса) совершена на Рождество Христово 7 января 2000 года. Полное освящение храма и престола совершено Архиепископом Якутским и Ленским Германом 22 июля 2000 года.
Роспись храма выполнена в 2005 году по благословению Епископа Якутского и Ленского Зосимы. 
Храм построен на средства АК «АЛРОСА». Проект храма выполнен авторским коллективом института «Якутнипроалмаз» (С. Саввинов, С. Миронов, С. Вуйко) под руководством архитектора Юрасовой Светланы Юрьевны.
Так как храм построен в зоне развития многолетней мерзлоты, здание стоит на сваях, которые закрыты продуваемым пандусом. На фасаде храма находятся шесть мозаичных икон. В самом храме на колоннах ростовые иконы выполнены из натурального камня, а в иконы иконостаса вставлено более семи тысяч драгоценных и полудрагоценных камней, добытых и обработанных в Якутии. Мрамор на отделку колон был доставлен из Египта.
Храм одновременно могут посещать 400 прихожан. В плане здание имеет традиционную крестообразную форму, в объёме — одноцветную, четырёхстолпную храмовую часть с пятью главами и шатровую башню-колокольню. В отделке храма использованы мрамор, гранит, алюминий, медь, декоративная крошка, гипс, сусальное золото и нитрит титана. На куполах и крестах храма нет золота. Была применена конверсионная технология изготовления изделий из нержавеющей стали с нитрит титановым покрытием «под золото». Купол большой главки диаметром 4,9 м имеет 32 грани в «косую» шашечку, малые купола диаметром 2,3 м имеют 24 грани.

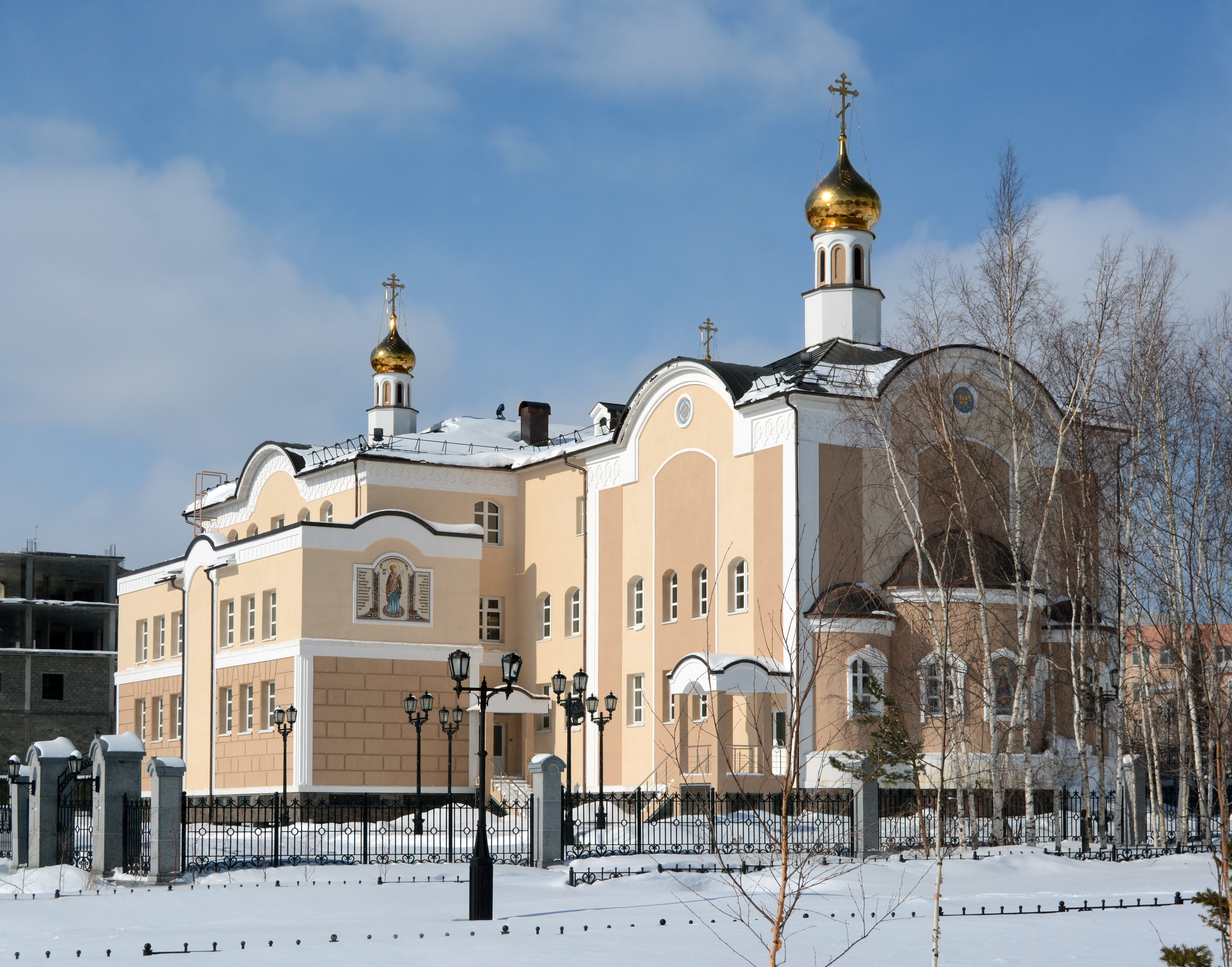
Православная гимназия во имя Святителя Иннокентия митрополита Московского

С 2005 года при храме открыта православная гимназия во имя Святителя Иннокентия митрополита Московского.